# 北田たくみ
北田 たくみ（きただ たくみ、1958年（昭和33年）3月13日 - ）は、日本の建築家・家具デザイナー・著作家。
株式会社「のるすく」代表取締役社長。
現在建築家と家具デザイナーとして活躍を続けている。

## 略歴
岩手県盛岡市生まれ。通商産業省を退省後、90年に株式会社のるすく設立。
広葉樹の無垢材を使用した家具のデザインに従事し、店舗や住宅の空間デザインを経て一級建築士事務所設立。
現在は神奈川県川崎市の溝の口駅,フィオーレの森に『のるすく建築設計室』と東京都目黒区の都立大学駅に『のるすくショールーム』がある。

## 主な実績
- 無垢木のオーダー家具のデザイン製作多数。
- 注文住宅の設計・リフォーム多数。
- 店舗の代表作品としては
  - cafeマメヒコ（三軒茶屋）
  - Toti ni Bar（銀座）
  - Bar mizume sakura（銀座）
  - Bar OWLS（銀座）
  - Bar 鼎（六本木）

他多数・・

## 著書
- バブ～ひとり言の多い人に...（テレビ朝日出版）

## 新聞*雑誌掲載*特集
- 建築知識「新しい水廻り空間の創出」2009.3（エクスナレッジ）
- 建築知識「最小限省エネ住宅のススメ」2012.4（エクスナレッジ）
- 商店建築「仕掛けのデザイン」2009.3（商店建築社）
- 商店建築「バー＆ラウンジ＋詳細図集」2012.2（商店建築社）
- チルチンびと「左官と建築」別冊34号 2011.1（風土社）
- CONFORT「広葉樹の個性」 no,87（建築資料研究社）
- CONFORT「壁の表情」no,99（建築資料研究社）
- CONFORT「いい空気の家」no,103（建築資料研究社）
- CONFORT「引き戸のバランス」no,112（建築資料研究社）
- BY THE SEA「住環境に創る”木陰の空間”」 no,04（マリン企画）
- iA「デザイン・トイレ図鑑」（エクスナレッジ）
- Frame in the Interior（トーソー出版）
- ひととき「にっぽん左官教室」2011.9.20（ウェッジ）
- Goodリフォーム「心と体にやさしい”自然素材”の暮らし」2009.5（リクルート）
- Hanako「今年最高のレストラン」no,912（マガジンハウス）
- Esquire「東京レストランコネクション」 vol,18 no,1（エスクァイア マガジンジャパン）
- 大人の和生活 vol, 2（主婦と生活社）
- 大人の和生活 vol, 3（主婦と生活社）
- Come home!　vol,10（主婦と生活社）
- 日経レストランno,393（日経BP出版）
- 近代食堂no,478（旭屋出版）
- saitaインテリア 別冊（セブン＆アイ出版）
- HUMIDOR  vol,08（シガーリパブリック）
- HUMIDOR  vol,16（シガーリパブリック）
- 田園都市生活「祐天寺・学芸大学・都立大学」2012.1.10（エイ出版社）
- JAMマネジメントレビュー 2007.6号（社団法人日本能率協会）
- 銅copper&brass no,167（社団法人日本銅センター）
- Ripers「より良き人生を創る人たち」 vol,22（NPO法人ライパーズ協会）
- 岩手日報「いわて人＠東京」2010.10.4
- 朝日新聞「あの人とこんな話し」2009.1.26

他多数・・

## 出演
- パズアンドジョップス（J-WAVE）
- ものスタMOVE（テレビ東京）
- 東京交差点（テレビ東京）